# Koliella
Genre
Koliella est un genre d'algues vertes d’eau douce de la famille des Koliellaceae, dont il est le genre type.

## Habitat et répartition
Le genre Koliella est largement distribué en eau douce ; il est planctonique ou périphytique dans les eaux stagnantes, ou épilithique sur les pierres inondées, ou cryobiontique dans la neige et sur la glace.

## Description
Les cellules sont normalement solitaires, fusiformes, filiformes ou (fortement) allongées, droites ou incurvées, avec des extrémités obtuses ou rotondes ou s'effilant progressivement en pointes (très) longues ressemblant à des soies. Après la division, les cellules se détachent normalement immédiatement, mais restent parfois unies dans une configuration courte et faiblement filamenteuse, ce qui permet à chaque cellule d'atteindre (progressivement) une forme spécifique élargie, ce qui se produit également lorsque les cellules possèdent des pôles fortement pointus. La membrane cellulaire est fine et hyaline, sans mucilage. Le chloroplaste est simple et pariétal, laminé ou en forme de ceinture, droit ou en spirale, avec ou sans pyrénoïde. Il contient des gouttelettes lipidiques.

## Biologie
La multiplication asexuée se fait par zoospores biflagellées. La multiplication des cellules a lieu par division cellulaire végétative. Lors de la reproduction, la fécondation est supposée oogame, mais des conditions défavorables induiraient la formation d'akinètes à parois épaisses.

## Systématique
Ce genre est décrit en 1963 par le phycologue slovaque František Hindák (d). L'espèce type est Koliella spiculiformis (Vischer) Hindák. Le nom est un hommage à la phycologue et universitaire hongroise Erzsébet Kol.
Sur la base de la division cellulaire végétative et de la formation occasionnelle de rangées (pseudo)filamenteuses réduites, en particulier dans les cultures, Koliella a été assigné aux Klebsormidiales proches du genre Raphidonema. Les cellules de Koliella, cependant, conservent la forme de base des cellules (y compris les extrémités, parfois fortement, effilées) lorsqu'elles sont réunies en rangées, alors que dans les filaments de Raphidonema, les cellules polaires pointues sont morphologiquement différentes des cellules inter-adjacentes, fondamentalement cylindriques. Le polymorphisme en culture suggère que Kolliella devrait être fusionné avec Raphidonema.
Une étude de 2001 place ce genre dans l'ordre des Prasiolales.

## Liste des espèces
Selon AlgaeBase (13 février 2022) (C=nom correct ; S=synonyme ; P=entrée préliminaire dans AlgaeBase qui n'a fait l'objet d'aucune vérification) :
- Koliella alpina (Kol) Hindák C
- Koliella antarctica C.Andreoli, G.M.Lokhorst, A.M.Mani, L.Scarabel, I.Moro, N.La Rocca & L.Tognetto P
- Koliella bernina (Kol) Hindák C
- Koliella bratislaviensis (Hindák) Hindák C
- Koliella budapestinensis Hortobágyi P
- Koliella chodatii (Kol) Hindák C
- Koliella closterioides (Kufferath) Hindák C
- Koliella corcontica Hindák S
- Koliella crassa Hindák C
- Koliella elongata (Nygaard) Nygaard P
- Koliella grandis Tchuvashov P
- Koliella helvetica (Kol) Hindák C
- Koliella longiseta (Vischer) Hindák C
- Koliella nivalis Hindák C
- Koliella planctonica Hindák S
- Koliella pyranoidifera (Korsikov) Hindák P
- Koliella pyrenoidifera (Korshikov) Hindák C
- Koliella sempervirens (Chodat) Hindák S
- Koliella setiformis (Kom.-Legn.) Nygaard P
- Koliella sigmoidea Hindák P
- Koliella spiculiformis (Vischer) Hindák C
- Koliella spiralis Kuosa C
- Koliella spirotaenia (G.S.West) Hindák C
- Koliella spirulinoides Hindák P
- Koliella stagnalis Hindák S
- Koliella tatrae (Kol) Hindák C
- Koliella transsylvanica (Kol) Hindák C
- Koliella variabilis (Nygaard) Hindák C
- Koliella viretii (Chodat) Hindák C